# Zadworańce
Zadworańce (lit. Užudvarionys) − wieś na Litwie, w rejonie wileńskim, 2 km na północny wschód od Awiżenii, zamieszkana przez 6 ludzi. Przed II wojną światową w Polsce, w powiecie wileńsko-trockim województwa wileńskiego.